# 内尔昆拉姆
内尔昆拉姆（Nerkunram），是印度泰米尔纳德邦Thiruvallur县的一个城镇。总人口39544（2001年）。

## 人口
该地2001年总人口39544人，其中男性20480人，女性19064人；0—6岁人口5563人，其中男3034人，女2529人；识字率71.96%，其中男性为78.29%，女性为65.15%。